# Жовточеревець натальський

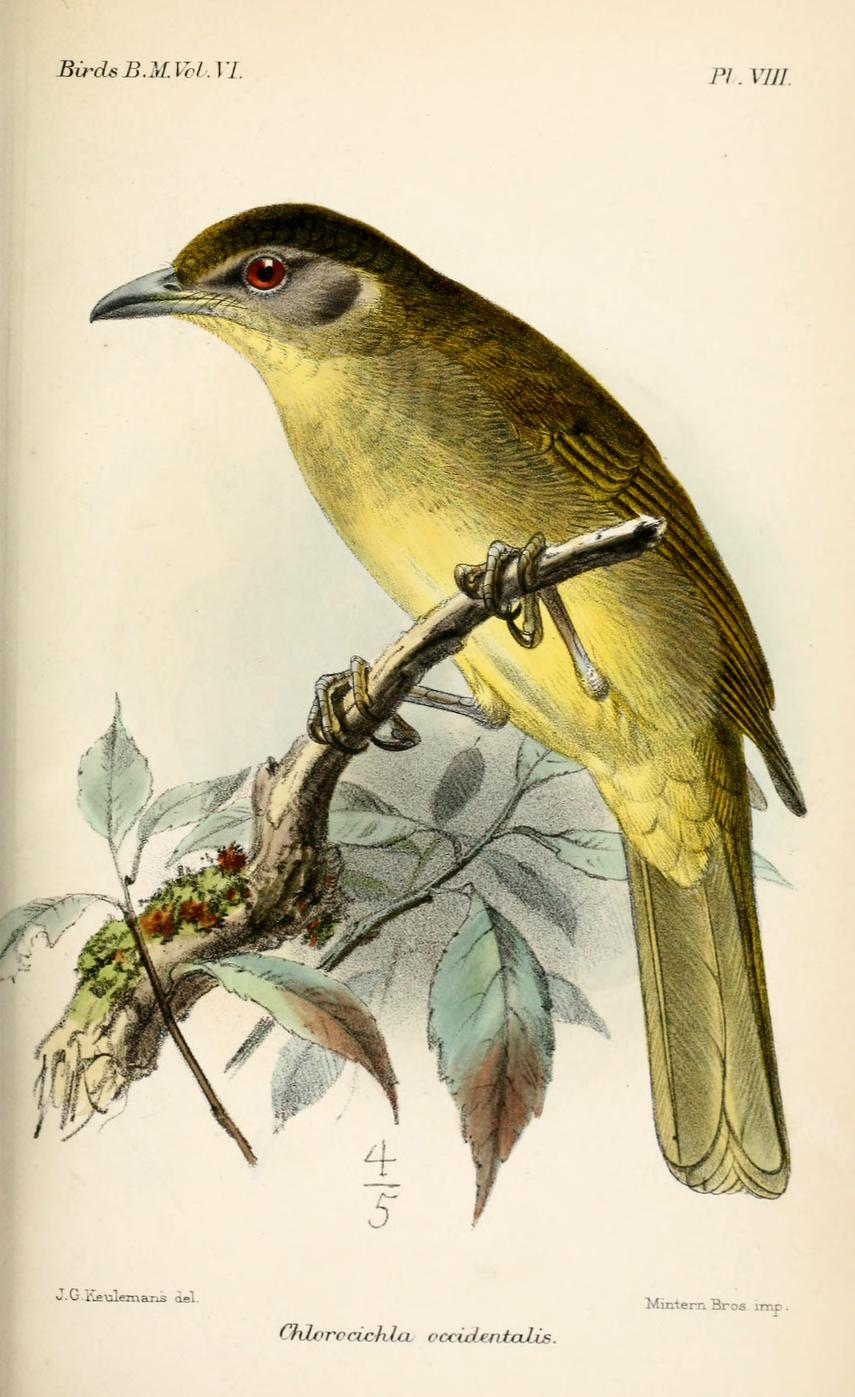
Жовточеревець натальський (підвид C. f. occidentalis)

Жовточере́вець натальський (Chlorocichla flaviventris) — вид горобцеподібних птахів родини бюльбюлевих (Pycnonotidae). Мешкає в Східній, Центральній і Південній Африці.

## Підвиди
Виділяють три підвиди:
- C. f. centralis Reichenow, 1887 — поширений від південного Сомалі до Мозамбіку;
- C. f. occidentalis Sharpe, 1882 — поширений від північно-західної Анголи до західної Танзанії, північно-західної Намібії, північної Ботсвани, північних районів ПАР і центрального Мозамбіку;
- C. f. flaviventris (Smith, A, 1834) — поширений на сході ПАР і на півдні Мозамбіку..

## Поширення і екологія
Натальські жовточеревці живуть в сухих і вологих тропічних лісах, чагарникових заростях, в саванах і садах.